# 北港糖廠
北港糖廠是臺灣糖業公司位於臺灣雲林縣北港鎮的製糖工廠，已於2005年關廠停產。其倉庫群、製糖工廠（含煙囪、鐵道）及蒸汽機車庫在2016年被登錄為雲林縣歷史建築。雲林縣政府在2020年計畫將北港糖廠及其北側空閒土地打造為「北港糖廠文化藝術生活美學園區」，以活化閒置土地及歷史建築。

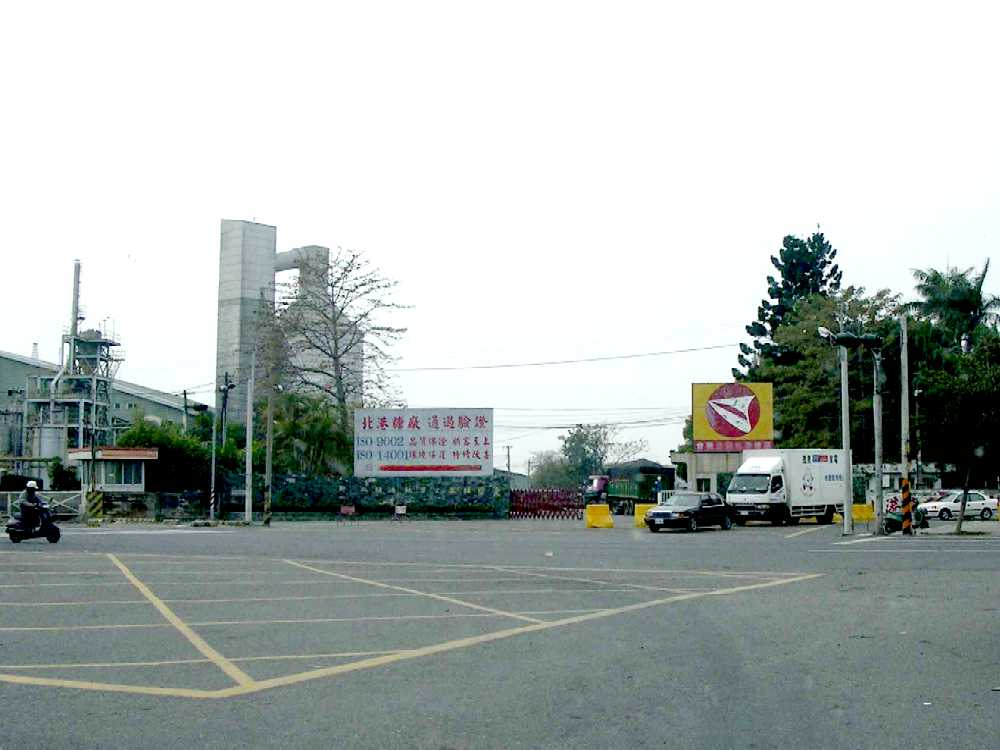
北港糖廠大門

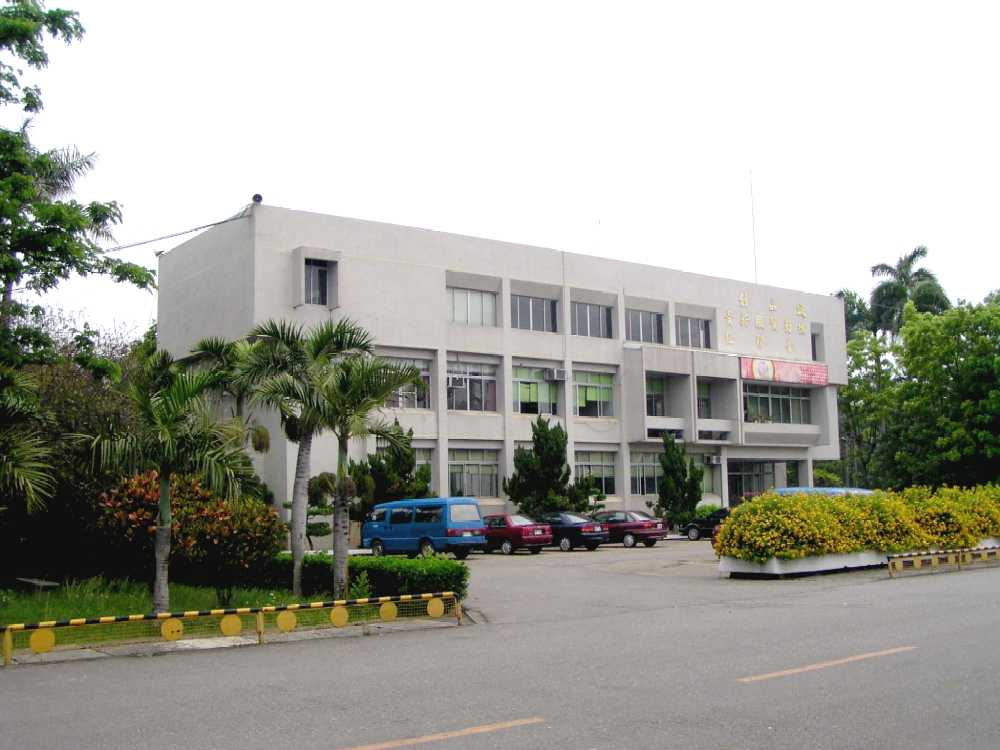
北港糖廠辦公大樓

## 沿革

### 日治時期
北港糖廠原屬「北港製糖株式會社」的新式製糖工場，北港製糖株式會社創立於1910年7月，資本額300萬圓，社長為小松楠彌，常務董事為宮尾麟、日向利兵衛。北港製糖其下有兩座製糖工場，分別是北港工場（壓榨能力1,000噸）、月眉工場（壓榨能力300噸），皆在1911年6月完工。1915年5月，北港製糖被「東洋製糖株式會社」收購，原北港製糖的工場則改為東洋製糖北港製糖所、月眉製糖所。1925年，北港製糖所的甘蔗壓榨能力增加至1,500噸。1927年12月，東洋製糖因受經濟大恐慌之影響而破產，被「大日本製糖株式會社」收購，而北港製糖所的壓榨能力在1930年11月提升至2,000噸，成為大日本製糖旗下糖廠中，壓榨能力僅次於虎尾製糖所之製糖工場。
1943年，大日本製糖改組為「日糖興業株式會社」。在1945年，北港製糖所受到美軍空襲而嚴重損毀。

### 戰後
二戰後，北港製糖所在1946年5月由台灣糖業公司接收，並改稱「北港糖廠」，與原屬日糖興業的糖廠一同隸屬「台糖第一分公司」。由於糖廠嚴重受損，北港糖廠直到1948年1月才正式恢復製糖。台糖在1950年改行總廠制，而北港糖廠隸屬虎尾總廠，在1967年改行大廠制時仍隸屬虎尾總廠。1987年9月25日，北港糖廠煉糖工場動土興建，並於1989年3月開工煉糖；其每日溶糖量為500公噸。1992年，大林糖廠併入北港糖廠。
2000年12月，煉糖工場停止煉糖。2002年10月13日，北港糖廠舉行建廠90週年慶祝活動。2004年，改隸屬於臺灣糖業公司砂糖事業部，而北港糖廠在2005年7月1日停產關閉，原料甘蔗撥運虎尾糖廠壓榨；廠區移交臺灣糖業公司雲林區處管理，北港原料課、北港特殊糖業務及大林工場改隸南靖糖廠。後來，其廠區由臺灣糖業公司雲林區處與南靖糖廠共用；北港原料課改隸虎尾糖廠。

### 現今
歷史建築北港糖廠倉庫群共24棟，於2023年6月與台灣糖業公司完成所有權移轉作業，現由雲林縣政府分階段進行規劃設計與修復再利用工程。倉庫群以「北港1911好庫文化產業園區」為名，未來全區將劃分為「多功能展演區」、「青創基地區」、「傳藝典藏區」、「樂活休憩區」、「品牌商場區」及「旅宿交誼區」等六大主題區域，打造兼具藝文氣息和工業遺產氛圍之文化產業園區。
2024年2月北港糖廠鐵道地景文化空間營造完工。

## 學校
日治時期的北港製糖所內曾設有小學校，主要供日本人的子女就讀。此學校由北港製糖在1912年4月1日設立，校名為「北港尋常小學校」，當時學生僅有男生8人、女生13人。1914年4月1日，增設高等科，故改稱「北港尋常高等小學校」。1921年4月，學校改由北港街役場管轄。1924年5月30日，位在糖廠東側的新校舍落成，並在同年8月底改至新校舍上課。北港小學校在1937年的學生有尋常科約300人、高等科約20人。1941年4月1日，學校改制為「北港國民學校」，當時地址是臺南州北港郡北港街北港1172番地。此學校在二戰後廢校，並未與其他糖廠小學相同改為私立臺糖小學，原址現為亞洲北港商業廣場大樓。

## 外部連結
- 北港糖廠 - 台灣製糖工廠百年文史地圖（页面存档备份，存于）

### 關於鐵路
- 糖鐵 北港糖廠嘉義線01 - 看橋工房鐵道遺跡篇（页面存档备份，存于）

### 新聞媒體
- 北港糖廠 - Google 搜尋（页面存档备份，存于）
- 北港糖廠廠長宿舍　才說要保存就燒光，李政遠，雲林，蘋果日報，2016-01-04（页面存档备份，存于）
- 租金嚇人 北港糖廠重生受阻，張朝欣，雲林，中國時報，2014-10-21（页面存档备份，存于）